# Millena
Millena è un comune spagnolo che fa parte della comunità autonoma Valenciana.